# Carl Adam Petri

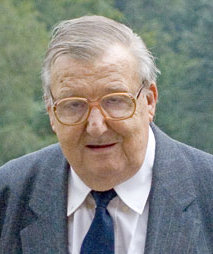
Prof. dr Carl Adam Petri

Carl Adam Petri (ur. 12 lipca 1926 w Lipsku, zm. 2 lipca 2010) – niemiecki matematyk teoretyk.

## Życiorys
W roku 1962 w swojej rozprawie doktorskiej pt: Komunikacja z automatami Carl Petri opublikował ideę narzędzia do analizy algorytmów, znaną bardziej jako sieć Petriego. W pracy tej przedstawił pomysł opisu procesów współbieżnych za pomocą notacji graficznej – metodę modelowania pozwalającą na przedstawianie i analizowanie procesów przebiegających równolegle w złożonych systemach – nazwaną sieciami Petriego.
Od 1988 roku Carl Petri był honorowym profesorem Uniwersytetu w Hamburgu.